# Karl Moritz Schumann
Karl Moritz Schumann  (Görlitz, 17 de junho de 1851 – Berlim, 22 de março de 1904) foi um botânico alemão.

## Biografia
Foi professor de botânica e curador do Museu de Botânica de Berlim, sendo o primeiro presidente da  "Deutsche Kakteen Gesellschaft" ( "Sociedade Alemã sobre os Cactus" ) , fundada em 6 de novembro de 1892.  Publicou numerosos trabalhos sobre os  cactos  destacando-se  Gesamtbeschreibung der Kakteen (1898) e  Praktikum für morphologische und systematische Botanik (1904).
Os gêneros Schumannianthus Gagnepain, Schumanniophyton Harms, Schumannia Kuntze  e várias espécies foram nomeados em sua homenagem, incluindo  Cycas schumanniana, Mammillaria schumannii  e Notocactus schumannianus.